# Monte Romano
Monte Romano – miejscowość i gmina we Włoszech, w regionie Lacjum, w prowincji Viterbo.
Według danych na rok 2004 gminę zamieszkiwały 1942 osoby, 22,8 os./km².